# I banchetti dei Vedovi Neri
I banchetti dei Vedovi Neri (Banquets of the Black Widowers) è una raccolta di racconti gialli scritti da Isaac Asimov, quarto volume dedicato ai Vedovi Neri. La raccolta venne pubblicata per la prima volta nel 1984, anche se alcuni racconti erano già comparsi sull'Ellery Queen's Mystery Magazine.

## Elenco dei racconti
- Milioni di trilioni
- La signora del bar
- L'autista
- Il Buon Samaritano
- L'anno dell'azione
- Può provarlo?
- Il gingillo fenicio
- Un lunedì d'aprile
- Né bestie né uomini
- La rossa
- La casa sbagliata
- L'intrusione

## Edizioni
- Isaac Asimov, I banchetti dei Vedovi Neri, traduzione di Giuseppe Lippi, collana Sotterranei, minimum fax, 2008,  p. 268, ISBN 978-88-7521-176-9.